# Поду-Неружей
Поду-Неружей (рум. Podu Nărujei) — село у повіті Вранча в Румунії. Входить до складу комуни Неружа.
Село розташоване на відстані 162 км на північ від Бухареста, 36 км на захід від Фокшан, 108 км на північний захід від Галаца, 90 км на схід від Брашова.

## Населення
За даними перепису населення 2002 року у селі проживали 458 осіб, усі — румуни. Усі жителі села рідною мовою назвали румунську.